# Tornos fieldi
Tornos fieldi là một loài bướm đêm trong họ Geometridae.